# En stjärna lyser i natt (musikalbum)
En stjärna lyser i natt är ett julalbum med Christer Sjögren, släppt 2010. I samband med albumet julturnerade han tillsammans med Elisabeth Andreassen runtom i Sverige och Norge.

## Låtlista
| Nr  | Titel                                                   | Låtskrivare                             |
| --- | ------------------------------------------------------- | --------------------------------------- |
| 1.  | "Stilla natt (Stille nacht, heilige nacht)"             | Franz Gruber, Joseph Mohr               |
| 2.  | "Ave Maria no morro"                                    | Herivelto Martins, Ingela Forsman       |
| 3.  | "Nu tändas tusen juleljus"                              | Emmy Köhler                             |
| 4.  | "Let It Snow! Let It Snow! Let It Snow!"                | Sammy Cahn, Jule Styne                  |
| 5.  | "Gläns över sjö och strand"                             | Viktor Rydberg, Alice Tegnér            |
| 6.  | "White Christmas"                                       | Irving Berlin                           |
| 7.  | "O helga natt" ("Cantique de Noël")                     | Adolphe Adam, Augustin Kock             |
| 8.  | "Julen är här"                                          | Billy Butt, Sölve Rydell                |
| 9.  | "Jul, jul, strålande jul"                               | Gustaf Nordqvist                        |
| 10. | "Go, Tell It on the Mountain"                           | trad.                                   |
| 11. | "Blue Christmas"                                        | Billy Hayes, Jay W. Johnson             |
| 12. | "Bella Notte"                                           | Sonny Burke, Peggy Lee, Gardar Sahlberg |
| 13. | "En stjärna lyser i natt" ("En stjerne skinner i natt") | Tore W. Aas, Lasse Kronér               |
| 14. | "Happy Xmas (War Is Over)"                              | John Lennon, Yoko Ono                   |

## Medverkare
- Christer Sjögren - sång
- Magnus Johansson - trumpet
- Mats Ronander - munspel
- Mårgan Höglund - trummor, slagverk
- Thobias Gabrielsson - bas
- Sebastian Nylund - gitarr
- Lennart Sjöholm - producent
- Immanuel Gospel - sång

## Listplacering
| Lista (2010-2011) | Topplacering |
| ----------------- | ------------ |
| Norge             | 36           |
| Sverige           | 5            |

### Fotnoter
1. ↑  Yvonne Erlandsson (12 november 2010). ”Vill fånga barndomens julstämning”. Skånskan. Arkiverad från originalet den 23 oktober 2014. https://web.archive.org/web/20141023193032/http://www.skanskan.se/article/20101112/NOJE/711119897/-/vill-fanga-barndomens-julstamning. Läst 23 oktober 2014.
2. ↑  ”En stjärna lyser i natt”. Svensk mediedatabas. 27 februari 2010. http://smdb.kb.se/catalog/id/002725975. Läst 2 juni 2011.
3. ↑  ”Julturnéer & julshower”. Elisabeth Andreasen fansite. 27 februari 2010. Arkiverad från originalet den 5 juli 2008. https://web.archive.org/web/20080705085833/http://www.elisabethandreassen-fansite.com/Julsida/julturneerojulshower.html. Läst 2 januari 2011.
4. ↑  ”En stjärna lyser i natt”. Norwegiancharts. 27 februari 2010. http://norwegiancharts.com/showitem.asp?interpret=Christer+Sj%F6gren&titel=En+stj%E4rna+lyser+i+natt&cat=a. Läst 2 juni 2011.
5. ↑  ”En stjärna lyser i natt”. Swedishcharts. 27 februari 2010. http://swedishcharts.com/showitem.asp?interpret=Christer+Sj%F6gren&titel=En+stj%E4rna+lyser+i+natt&cat=a. Läst 2 juni 2011.